# Zdeněk Merta
Zdeněk Merta (* 25. dubna 1951 Hranice) je český hudební skladatel, klavírista a producent. V současné době pracuje pro Městské divadlo Brno. Jeho manželka je Zora Jandová.

## Život
Vystudoval Státní konzervatoř v Praze (varhany a dirigování) – v té době v oblasti showbyznysu dlouhodobě spolupracoval s Petrou Černockou. Po absolvování katedry skladby na pražské HAMU se věnoval vlastním hudebním projektům s různými partnery. V pražské Redutě prezentoval dva autorské programy –„Trochu jinak“ (s Petrou Janů) a „Premiéra“ (se Zorou Jandovou). V té době spolupracoval také s Hanou Hegerovou a uváděl publicistický program  o hudbě v Československé televizi. Napsal několik desítek filmových a televizních partitur, mnoho písní, dva balety a několik komorních i symfonických skladeb. S libretistou Stanislavem Mošou napsali sedm původních muzikálů pro Městské divadlo Brno – „Sny svatojánských nocí“ (sedm let uváděno u Křižíkovy fontány na pražském Výstavišti), „Bastard“ (tři letní sezóny uváděno v ND v Praze), „Babylon“, „Svět plný andělů“ (tři letní sezóny v Divadle na Vinohradech), „Zahrada divů“, „Peklo“ a „Očistec“. Za partitury muzikálů „Babylon“ a „Svět plný andělů“ byl nominován na Cenu Alfréda Radoka. Od roku 2010 se v Městském divadle Brno hraje šansonový muzikál „Nahá múza“, který vytvořil se svou ženou Zorou Jandovou, a hudební komedie „Ptákoviny“ (politická satira Jiřího Žáčka na motivy Aristofanovy hry Ptáci). Osmnáct let se v Laterně magice hrálo představení „Casanova“ (scénář a režie Juraj Jakubisko), ke kterému napsal hudbu. V prosinci 2004 uvedlo Divadlo J. K. Tyla v Plzni jeho operetu (libreto Karel Šíp) „Ferdinand“ a v březnu 2005 Státní opera Praha jeho a Mošovu operu „La Roulette“.
V roce 1997 byl spoluproducentem prvního českého uvedení „Mše“ Leonarda Bernsteina na Pražském hradě (dir. C. Richter, rež. S. Moša) - na scénickém uvedení tohoto díla se znovu podílel v roce 2001 na festivalu Moravský podzim a v roce 2016 v produkci Vojty Dyka. Věnuje se také hudbě filmové, v posledních letech spolupracoval na filmech „Summer with Ghosts“, „Hranaři“, „Probudím se včera“ nebo „Zločin v Polné“.
Napsal tři knížky – „Pražská svatba a jiné erotické povídky“, „Křížem krážem“ a „Hudba je zázrak“. Příležitostně publikuje v různých periodikách.
Patří mezi výrazně všestranné hudebníky – mezi jeho poslední aktivity patří autorská i producentská spolupráce se Zorou Jandovou na projektu písniček pro děti „Ryba z Havaje“, stejně jako autorství symfonického obrazu „The Last Century“ nebo skladby „Tance století“ pro trubku a orchestr a „Koncert pro elektrickou kytaru a orchestr.“ Jeho symfonický obraz "The Last Century (Ze starého světa)" v lednu 2010 zahrála Filharmonie Brno s dirigentem Casparem Richterem, skladba „Via Lucis“ pro sbor a orchestr byla premiérově provedena ve Smolném chrámu v Petrohradě. V Petrohradě byla též poprvé uvedena jeho symfonie „Saint Petersburg“.

## Divadelní hudba
- Ptákoviny (1988)
- Sny svatojánských nocí (1991)
- Bastard (1994)
- Casanova (1996)
- Babylon (1998)
- Svět plný andělů (2000)
- Ferdinand kd’e Ste (2004)
- La Roulette (2005)
- Zahrada divů (2005)
- Peklo (2008)
- Nahá múza (2010)
- Očistec (2013)

## Filmová hudba
- Probudím se včera (2012)
- Maigret klade past 1996 (1996)
- Maigret a hlava muže (1996)